# فاتحة قناة
فاتحة القناة (بالإنجليزية: channel opener)‏ أو محفز أو منشط القناة (بالإنجليزية: channel activator)‏ هي أدوية تسهل مرور الأيونات خلال القنوات الأيونية.

## الأمثلة
- فاتحات قنوات الصوديوم
- فاتحات قنوات البوتاسيوم
- فاتحات قنوات الكالسيوم
- فاتحات قنوات الكلوريد